# Hay-on-Wye
Hay-on-Wye (Gelli Gandryll o Y Gelli en galés) es un pueblo en Powys, Gales. 
La ciudad está situada en el Wye River, en la frontera con el condado inglés de Herefordshire, no lejos de la Brecon Beacons National Park. Más allá de la frontera se encuentra el pueblo inglés de Cusop. El pueblo tiene 1865 habitantes, (2011) pero se hizo universalmente conocido como destino para los amantes de los libros, ya que tiene librerías de más de cuarenta años, la mayoría de libros usados. 
Tiene en sus cercanías un castillo del siglo XII.

## Ciudad del libro
El desarrollo turístico de la aldea comenzó en 1961 cuando Richard Booth abrió su primera tienda de libros usados. El éxito fue notable y en los años siguientes otras librerías de libros usados se abrieron en la ciudad lo suficiente como para ser proclamado pueblo del libro  en los años 1970. El 1 de abril de 1977, como inteligente truco publicitario, Richard Booth proclamó Hay-on-Wye principado autónomo y se proclamó rey del nuevo Estado. 
Con los años, el éxito de Hay como destino para los bibliófilos y turistas ha sido total con medio millón de turistas al año. En 1988 comenzó un festival literario, patrocinado por el periódico The Guardian, que se celebra anualmente a principios de junio. En la edición de 2002 Bill Clinton fue uno de los invitados principales.